# Église Saint-Pierre de Champillet
Pour les articles homonymes, voir Église Saint-Pierre et Saint Pierre.
L'église Saint-Pierre de Champillet est une église catholique française. Elle est située sur le territoire de la commune de Champillet, dans le département de l'Indre, en région Centre-Val de Loire.

## Situation
L'église se trouve dans la commune de Champillet, au sud-est du département de l'Indre, en région Centre-Val de Loire. Elle est située dans la région naturelle du Boischaut Sud. L'église dépend de l'archidiocèse de Bourges, du doyenné du Boischaut Sud et de la paroisse de Sainte-Sévère-sur-Indre.

## Histoire
L'église fut construite entre le XIe siècle et le XIIe siècle. L'édifice est inscrit au titre des monuments historiques, le 10 mars 1934.

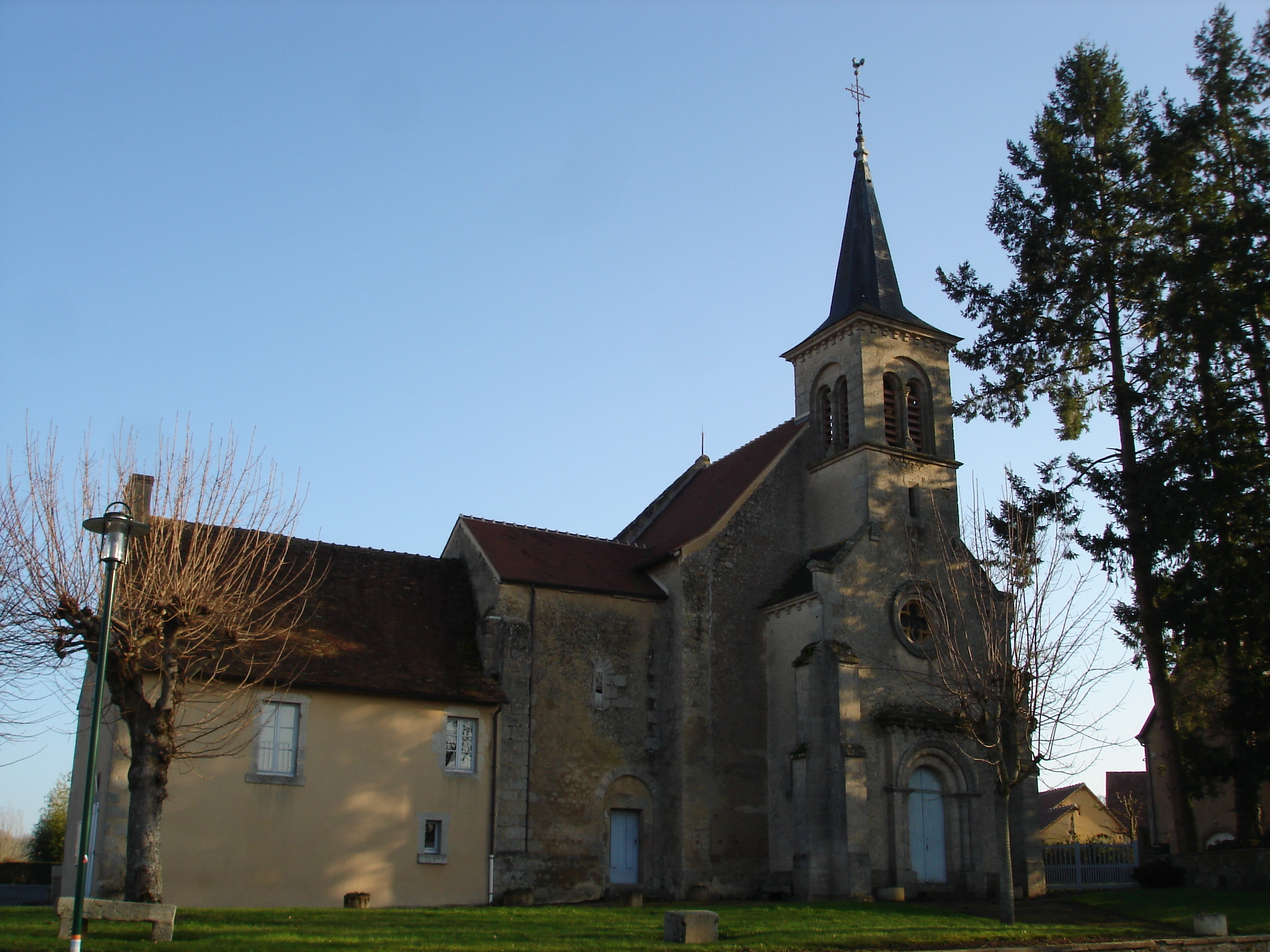
L'entrée de l'église, en 2012.